# Ü

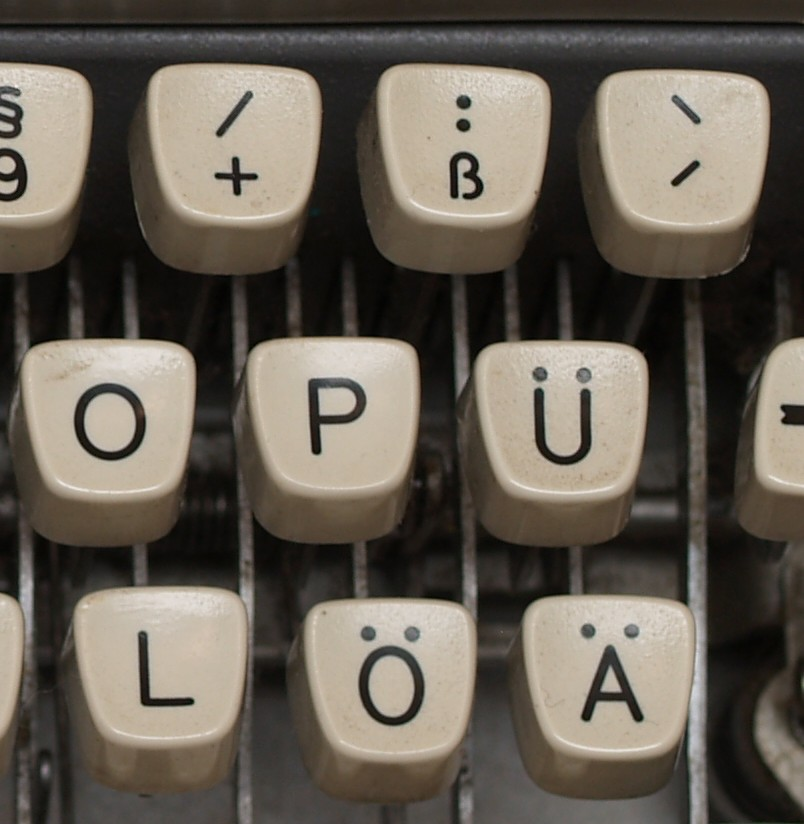
znak Ü na niemieckim układzie klawiatury

Ü, ü (niem. U Umlaut) – litera alfabetu łacińskiego używana między innymi w językach niemieckim, wilamowskim, francuskim, węgierskim, estońskim, tureckim, hiszpańskim, katalońskim, azerskim, a także w pinyinie i systemie Wade'a–Gilesa – łacińskich transkrypcjach języka chińskiego oraz wielu alfabetach fonetycznych.
Ü jest określana jako "u" z przegłosem, w języku niemieckim zapisywana może być jako ue w przypadku braku niemieckiej klawiatury lub czcionki niewyposażonej w ten znak.
Oznacza zwykle samogłoskę przymkniętą przednią zaokrągloną taką jak [y] lub [ʏ]. W języku hiszpańskim kropki nad u w grupach güe i güi oznaczają, że u ma być wymawiane.
Skróty klawiszowe:
- ü: lewy [Alt] + 129;
- Ü: lewy [Alt] + 154; [ALT] + 666